# Phoenix dactylifera
Phoenix dactylifera, de nombre común palma (o palmera) datilera/datilero, palma común, fénix o támara, es una palmera cuyo fruto comestible es el dátil, probablemente oriunda del suroeste de Asia.
Esta especie es una de las más notables del género Phoenix, que cuenta con otras quince, distribuidas desde Canarias, pasando por el norte de África y el sur de Asia, hasta el Extremo Oriente. 

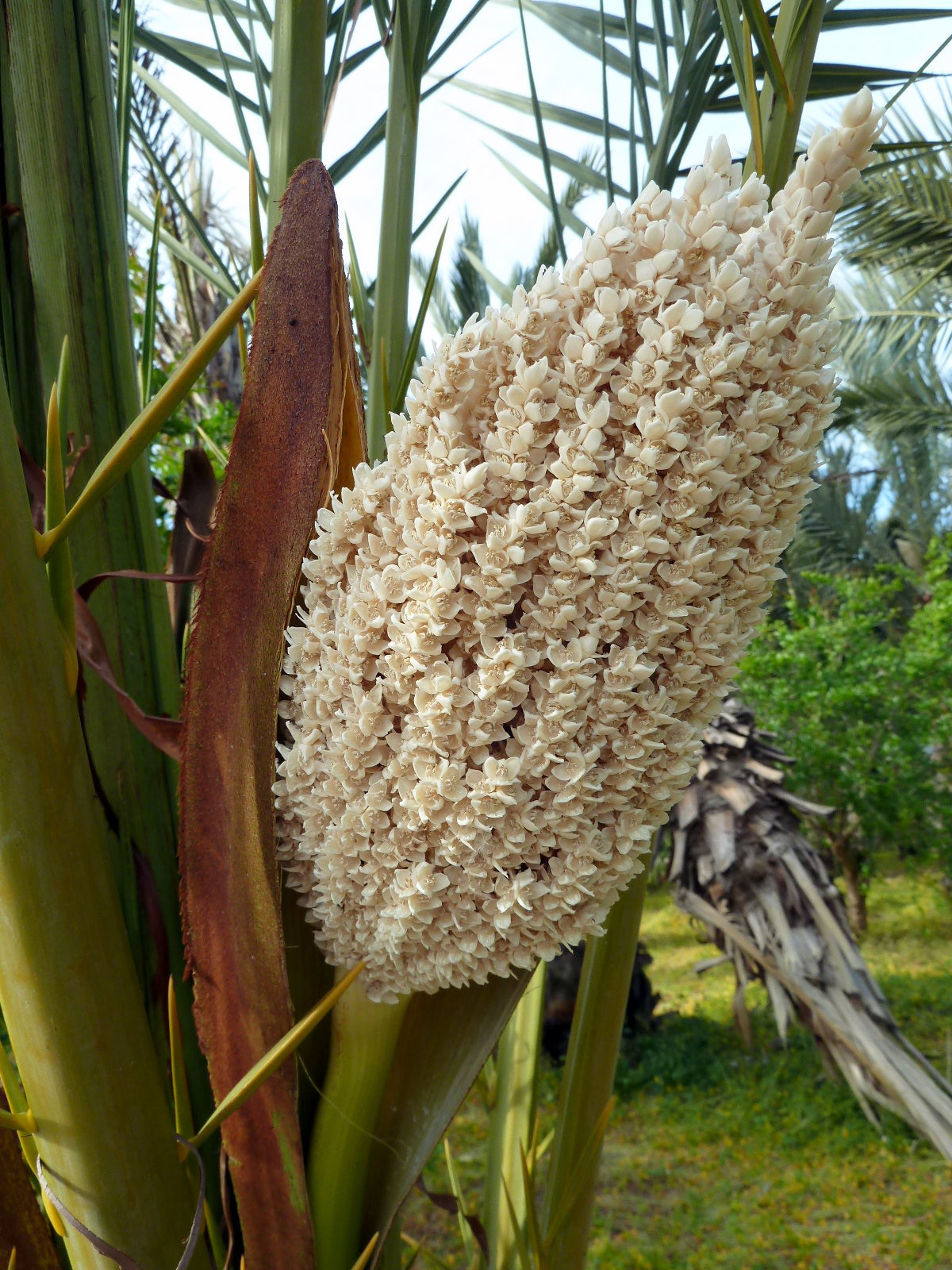
Inflorescencia masculina

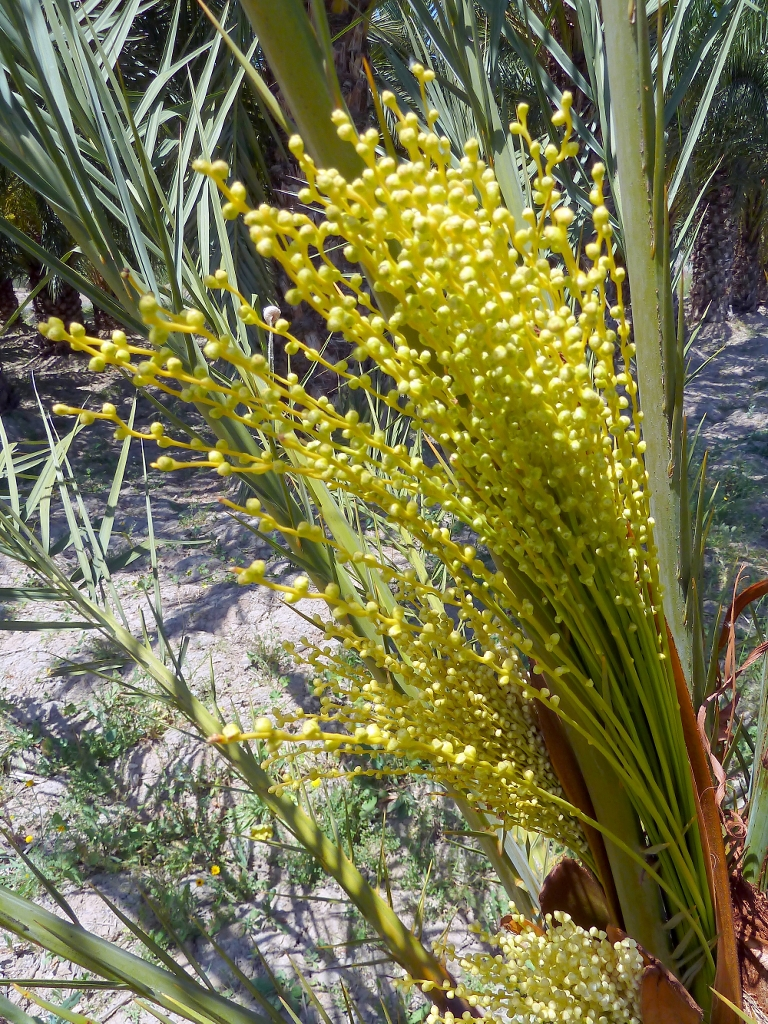
Inflorescencia femenina

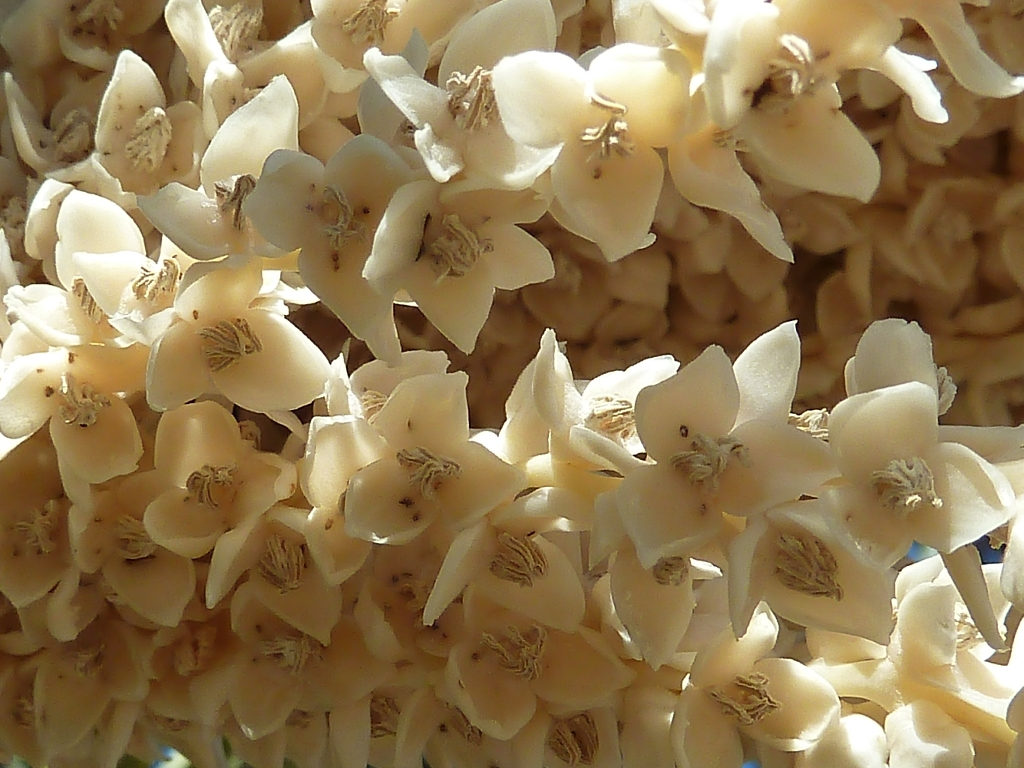
Flores masculinas

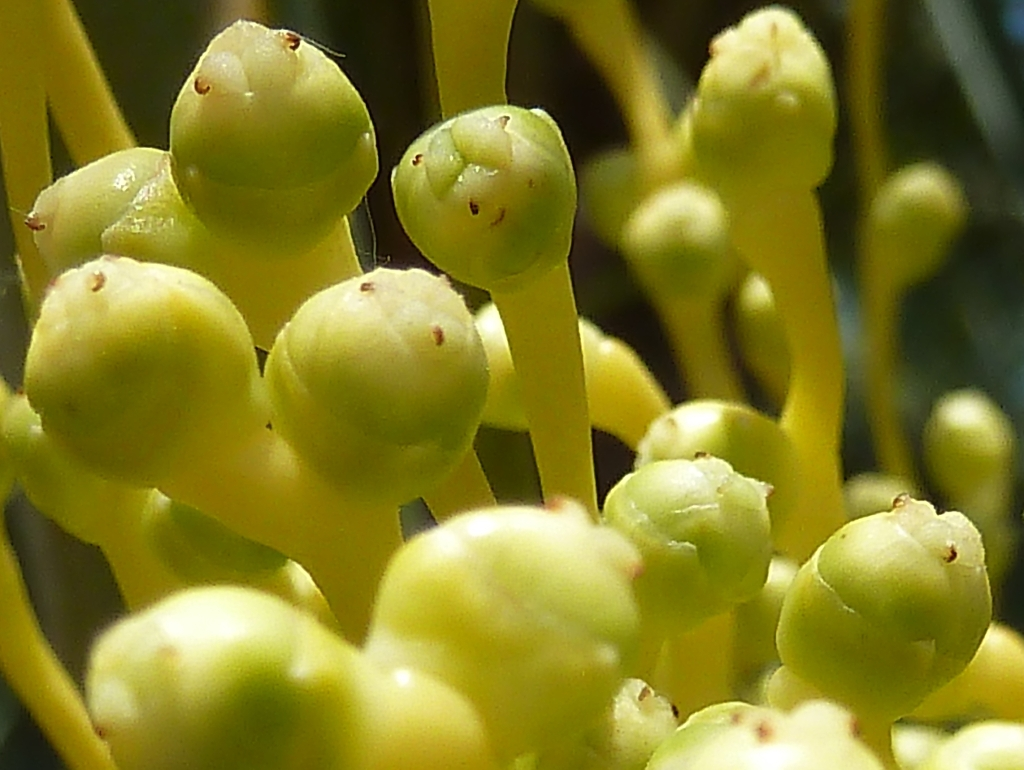
Flores femeninas

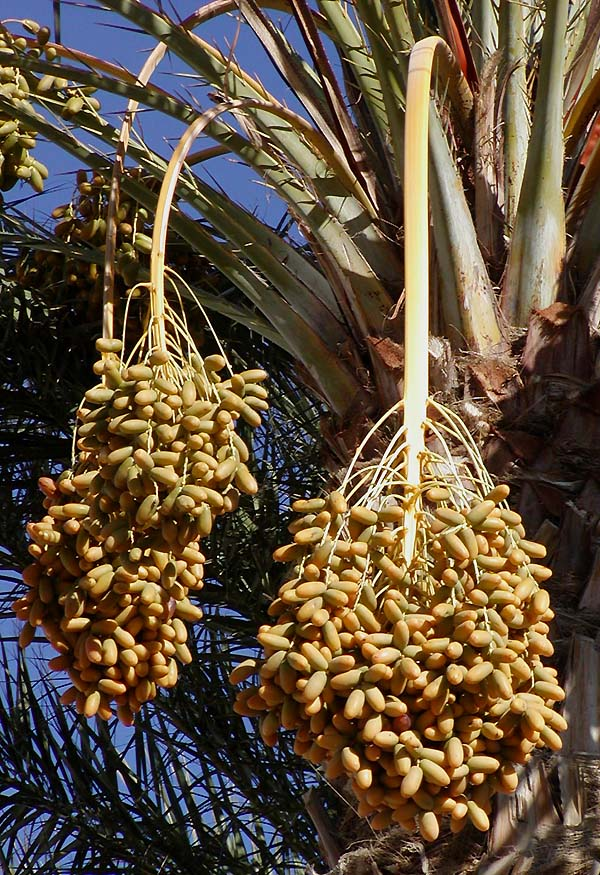
Racimos de dátiles

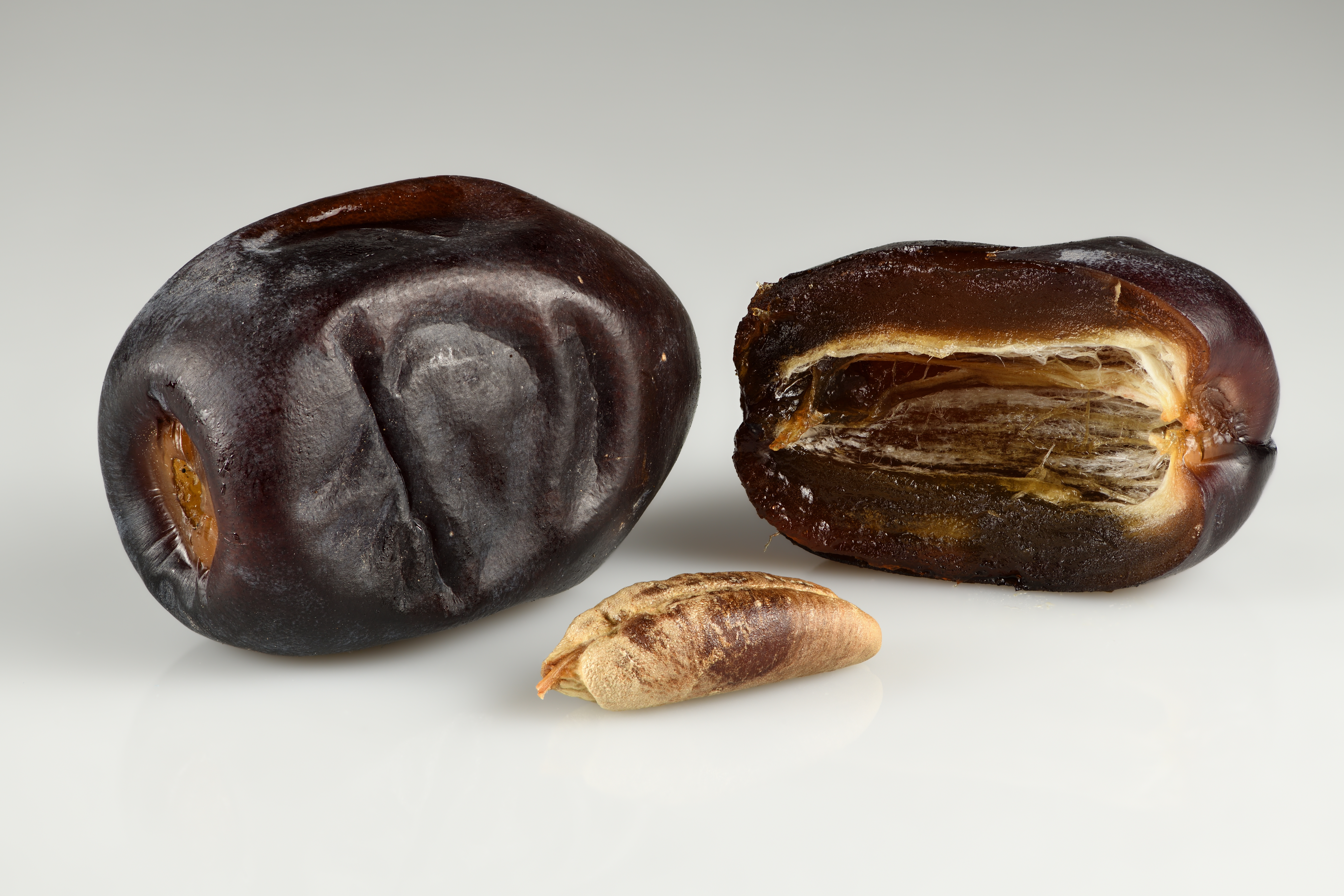
Dátiles Mazafati y semilla

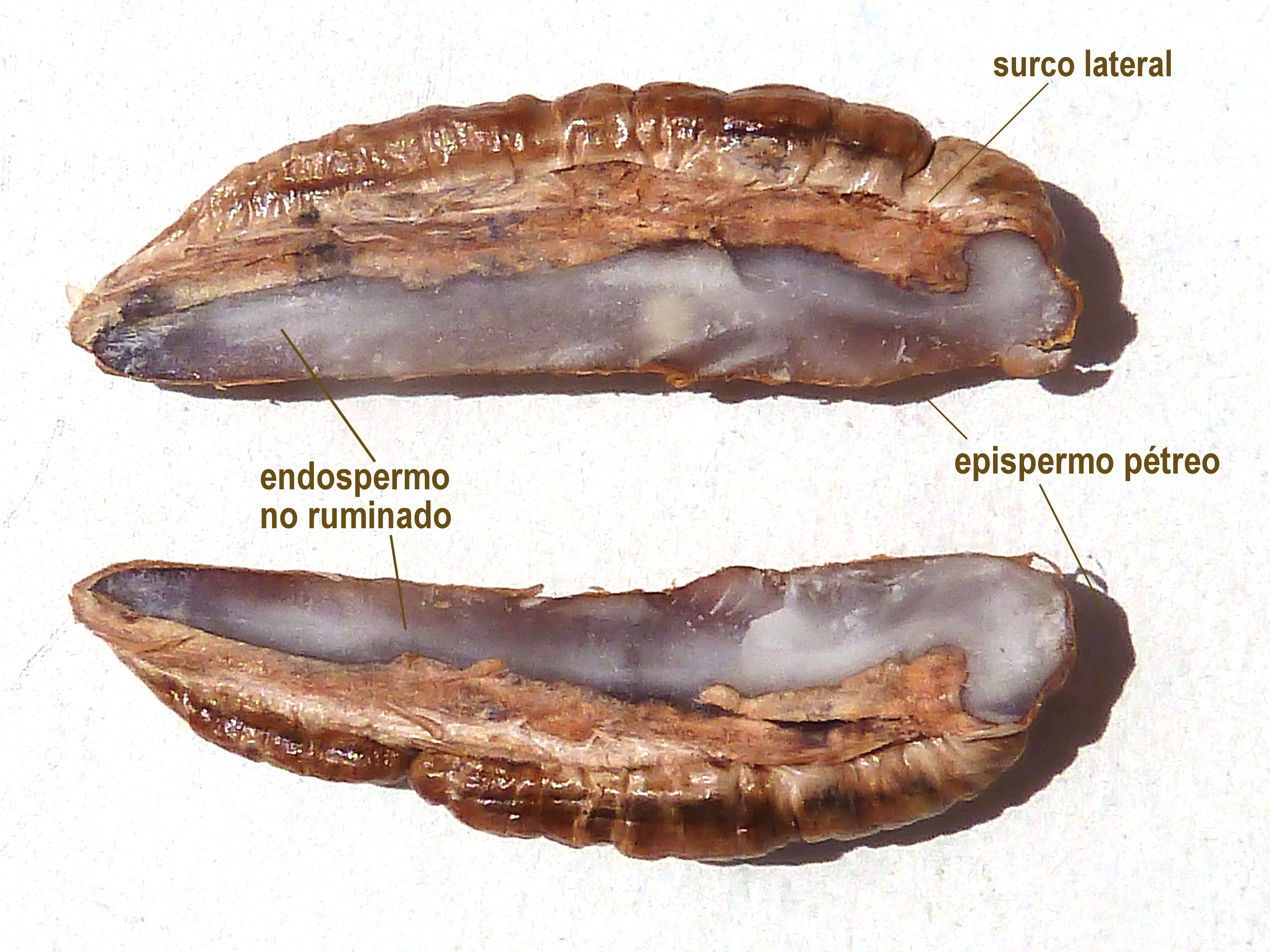
Semilla: corte longitudinal evidenciando el epispermo pétreo y el endospermo no ruminado

## Descripción
Es una palmera dioica de tronco único a menudo con brotes en su base, de hasta 30 m de altura y 20 a 50 cm de diámetro, cubierto con los restos de las hojas viejas. Hojas pinnadas, espinosas, de 1,5 hasta 5 m de longitud, con folíolos de 10-80 cm de longitud, de color glauco. Inflorescencias erectas muy ramificadas emergiendo de unas espatas bivalvas de color pardo entre las hojas, las hembras volviéndose péndulas en la fructificación. Flores bracteadas con 3 sépalos y 3 pétalos, las masculinas de color crema y con 6 estambres, y las femeninas verde-amarillentas con gineceo tricarpelar de estigmas retorcidos hacia el exterior. Los frutos, que son bayas con aspecto de drupas, son oblongo-ovoides, de 3 a 9 cm de longitud, de color naranja, con exocarpo liso, mesocarpo carnoso y endocarpo membránaceo, pasando a rojo-castaño al madurar. Las semillas son elipsoidales subcilíndricas rugosas, de 2-3cm por 0,5-1cm, con un surco lateral en el epispermo pétreo que encierra un endospermo homogéneo no ruminado.

## Genoma
En 2009, un grupo de investigadores, del Weill Cornell Medical College, en Catar publicó una versión preliminar del genoma de la palma datilera (variedad Khalas).

## Taxonomía
Phoenix dactylifera fue descrito por Carlos Linneo y publicado en Species Plantarum, v. 2, p. 1188, 1753.
Etimología
- Phoenix: nombre genérico que deriva del vocablo griego φοῖνιξ o φοίνικος. Es muy probable que sea una alusión al fenicio, Phoenix, hijo de Amyntor y Cleobule en la Ilíada de Homero, o al ave fénix, el ave sagrada del Antiguo Egipto que renacía de sus cenizas.[9]
- dactylifera: epíteto latino que significa "que produce dátiles" (la palmera femenina es la productora de los dátiles).

Sinonimia
- Palma dactylifera (L.) Mill.
- Phoenix dactylifera var. adunca D.H.Christ ex Becc.
- Phoenix dactylifera var. costata Becc.
- Phoenix dactylifera var. cylindrocarpa Mart.
- Phoenix dactylifera var. gonocarpa Mart.
- Phoenix dactylifera var. oocarpa Mart.
- Phoenix dactylifera var. oxysperma Mart.
- Phoenix dactylifera var. sphaerocarpa Mart.
- Phoenix dactylifera var. sphaerosperma Mart.
- Phoenix dactylifera var. sylvestris Mart.
- Palma major Garsault
- Phoenix atlantica var. maroccana A.Chev.
- Phoenix chevalieri D.Rivera, S.Ríos & Obón
- Phoenix excelsior Cav., nom. illeg.
- Phoenix iberica D.Rivera, S.Ríos & Obón[10][11]

## Cultivo

### Plantación
El mejor momento para llevar a cabo la plantación abarca desde la primavera (fuera de los períodos de heladas) hasta mediados de verano.
Los hoyos deberán tener unas dimensiones lo suficientemente amplias en anchura y profundidad como para acomodar todo el sistema radicular. La base del tronco debe quedar a la misma altura a la que estaba anteriormente o ligeramente más enterrado, se afirmará bien el suelo alrededor del cepellón y se dará inmediatamente un abundante riego. Se cubre la superficie del suelo alrededor del tronco con una buena capa de humus o "mulching", imposibilitando a la vez la germinación de malas hierbas.
El sistema de plantación y las distancias en el cultivo de la palmera datilera difieren con la variedad, pero un espaciado en cuadro o rectangular de más o menos 9-11 m, es lo que generalmente se recomienda. Los hijuelos se pueden trasplantar directamente después de que se les haya separado de la palmera progenitora o las palmeras jóvenes se pueden mantener en vivero un año antes de trasplantarse en el campo.
En los palmerales cultivados se tiene un pie masculino por cada 25 pies femeninos, para asegurar la fecundación, pues si no hay que recurrir a la polinización artificial. Para asegurarse de la naturaleza de los pies, se suelen utilizar preferentemente para su reproducción los renuevos que producen las palmeras hembras.
La palmera datilera debe tener un aporte regular de agua, siendo lo más costoso en una plantación de palmeras, pues las raíces deben tener un abastecimiento de humedad constante. Puede ser regada con agua salada, cargada con demasiada sal para la mayoría de los cultivos.

### Aclareo de dátiles
Para mejorar el tamaño y la calidad del fruto se practica el aclareo tanto de los frutos como de los racimos. Se realiza eliminando más o menos la mitad de la cantidad total de varas o ramas de la espada, durante la polinización. La cantidad de aclareo necesario para obtener los mejores resultados, depende tanto de la variedad como de las condiciones climáticas.
En el caso de la variedad Deglet Noor el aclareo se realiza dejando entre 25 y 35 dátiles por vara y más o menos 40 varas por racimo.

### Recolección
Los racimos de fruta se cosechan desde el suelo, con escaleras cortas, hasta que las palmeras tienen de 10 a 15 años y, de ahí en adelante, con escaleras o plataformas adheridas permanentemente a los troncos.
Se cosecha una pequeña cantidad de dátiles en la etapa "Khalal" (madurez parcial) que son amarillos o rojos (dependiendo del cultivar), pero hay muchos consumidores quienes los consideran astringentes (alto contenido de taninos). La mayoría de los dátiles se cosechan en las etapas de madurez completa "Rutab" y "Tamar", en las que tienen mayores contenidos de azúcares, una menor humedad, un menor contenido de taninos y son más blandas que en la etapa "Khalal".

## Multiplicación

### Por semillas
Las plantas producidas por semillas producen igual cantidad de palmas masculinas y femeninas, de las cuales solo las últimas son valiosas desde el punto de vista productivo.

### Por hijuelos
Las variedades comerciales de palmera datilera se propagan por medio de hijuelos.
La palmera datilera es una de las pocas que se cultivan extensamente por sus frutos, que producen hijuelos y que por tanto se pueden propagar como clones.
La separación de los hijuelos de la planta madre se debe realizar con sumo cuidado. El suelo que se encuentra alrededor de la palmera se debe regar bien varios días antes de la separación para asegurarse que buena parte de la tierra que rodea a las raíces queda adherida a ellas. Si los hijuelos no se necesitan como material de propagación deben eliminarse.
Las ventajas de la propagación por hijuelos son:
- Las plantas obtenidas son iguales a la planta madre.
- El fruto es de la misma calidad que el fruto de la planta madre.
- Da fruta en 3-4 años.

### Propagaciónin vitro
Mediante el cultivo de meristemas. Se realiza en laboratorios especializados en Elche donde está la mayor producción de dátil in vitro del mundo con dos variedades como la Medjool que es africana y la confitera que es originaria de Elche, aunque desde 2013 la Estación Phoenix no está operativa y no se producen nuevos ejemplares.

## Plagas y enfermedades
- Cochinilla roja de la palmera (Phonicoccus marlatti).
- Picudo de la palmera (Diocalandra frumenti).
- Curculiónido ferruginoso (Rhynchophorus ferrugineus).
- Apate monachus.
- Coccotrypes dactyliperda.
- Mythimna joannisi.

- Enfermedad: Botryodiplodia teobromae.

## Usos

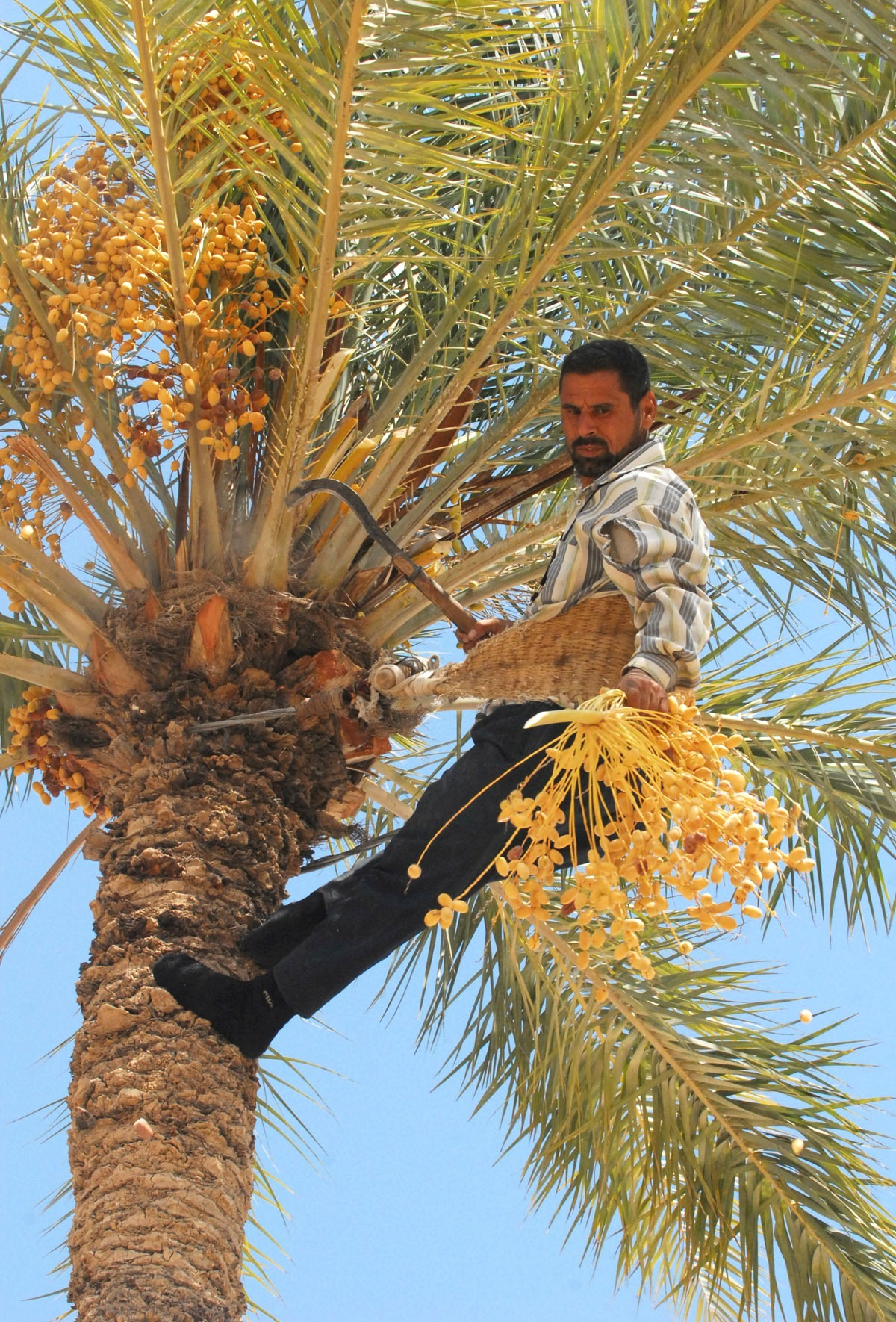
Hombre cosechando dátiles de palmera datilera en Irak

Se utiliza comercialmente para el aprovechamiento de sus frutos. También se usa como ornamental en zonas cálidas costeras, como elemento aislado, en hileras o grupos (formando palmerales).
En España, las hojas de esta palmera, llamadas palmas, se utilizan en la celebración del Domingo de Ramos. En la Isla de Margarita, Venezuela, las palmas son utilizadas para crear sombreros tradicionales, conocidos como sombrero de cogollo.
En África del Norte, las hojas se utilizan comúnmente para la fabricación de cabañas. Con las hojas maduras también se hacen esteras, pantallas, canastas y abanicos. Las hojas procesadas se pueden utilizar para tableros aislantes. Los peciolos de hojas secas son una fuente de pulpa de celulosa, que se utiliza para bastones, escobas, flotadores de pesca y combustible. Las vainas de las hojas son muy apreciadas por su aroma, y la fibra de ellos también se utiliza para la cuerda, tela gruesa, y grandes sombreros. Las hojas también se utilizan como un lulav en la fiesta judía de Sucot.[cita requerida]
La madera se utiliza para postes y vigas de chozas; es más ligero que el de coco y no muy duradero. También se utiliza para la construcción, tales como puentes y acueductos, y partes de las gabarras. Los restos de madera se quema como combustible. 
Uso culinario
Las hojas jóvenes se cocinan y se comen como un vegetal, tal como la yema terminal o el corazón, aunque su extracción mata a la palma. Las semillas molidas se mezclan con harina para hacer pan en tiempos de escasez. Las flores de la palmera datilera también son comestibles. Tradicionalmente las flores femeninas son los más disponibles para la venta y con un peso de 300-400 gramos. Los botones de las flores se utilizan en ensalada o base con pescado seco para hacer un condimento para el pan.[cita requerida]
Los dátiles se utilizan maduros, secos y en conserva. Contienen gran cantidad de nutrientes esenciales, minerales y oligoelementos.

## Simbología
Véase simbología de las palmeras
La palmera datilera, muy importante desde la antigüedad, era considerada por los egipcios símbolo de la fertilidad, los cartagineses la estamparon en su moneda y monumentos, y los griegos y romanos la utilizaron como ornamento para las celebraciones triunfales.
En la tradición cristiana las hojas representan la paz y recuerdan la entrada de Jesucristo en Jerusalén. En la zona de Elche (España), sus hojas se aprovechan especialmente para recordar este acontecimiento el Domingo de Ramos.
Sus hojas, llamadas simplemente palmas, fueron en la Antigüedad un símbolo de victoria. Pueden verse en grabados de medallas como indicación de la conquista de alguna ciudad. También era costumbre otorgar una palma a los atletas triunfadores.

## Palmera datilera en España

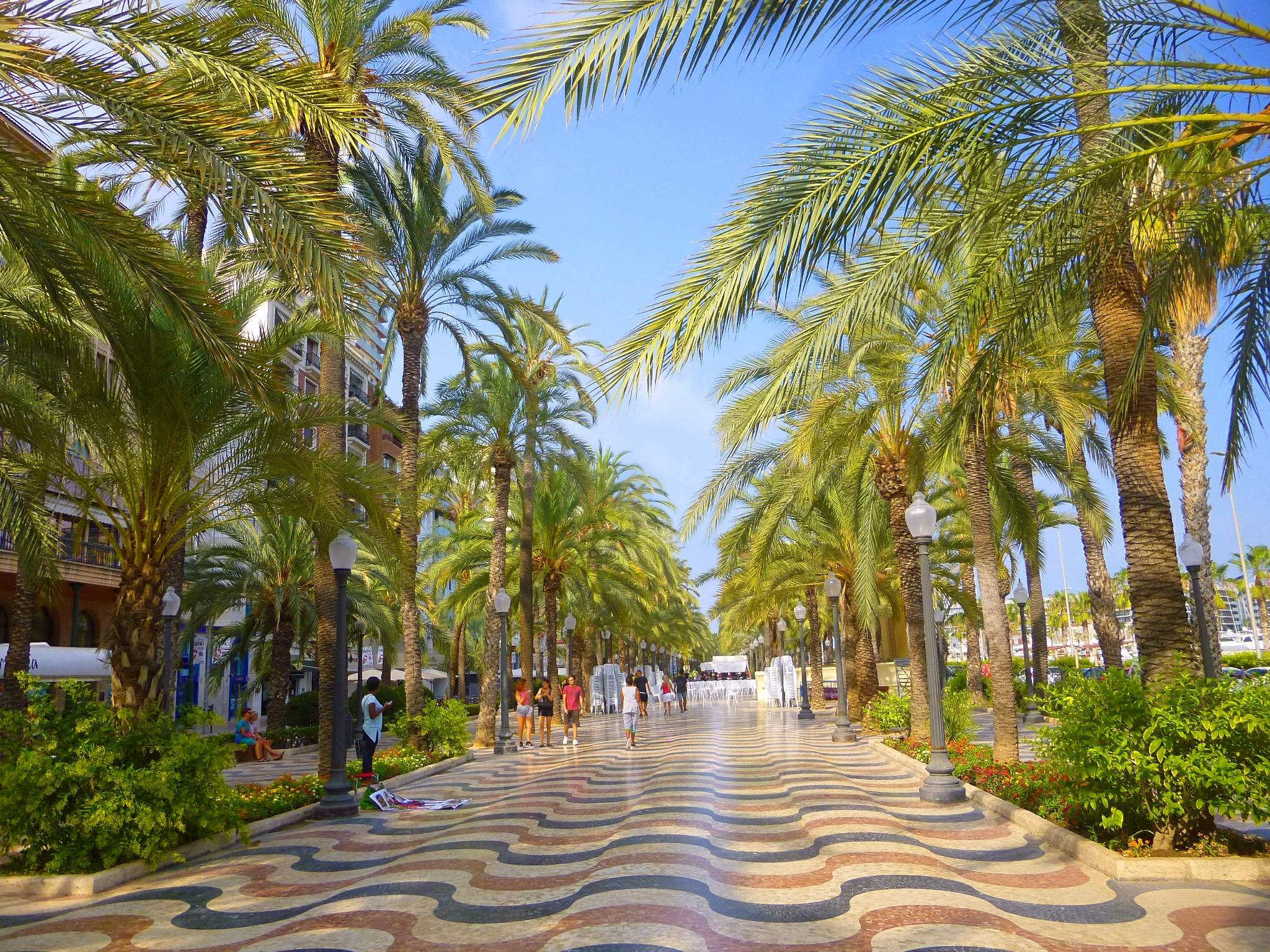
Palmeras datileras ornamentales en el paseo de la Explanada de España en Alicante

La palmera datilera es la especie de palmera más abundante en España. Junto con Washingtonia robusta forma parte del paisaje español, principalmente del litoral mediterráneo. 
Los primeros registros de esta planta en la península se remontan a la Edad del Bronce. Siendo unas semillas de dátil fosilizadas datadas cerca 2800 a. C. en la Cueva de los Tiestos (Jumilla, Región de Murcia).
La mayoría de las versiones atribuyen, de forma errónea, que fueron los árabes y en concreto Abderramán I, quién las importó para la producción de dátiles. Sin embargo, de acuerdo con ciertas representaciones cerámicas, los íberos ya empleaban hojas de palma en complejos rituales. Plinio el Viejo y Columela citan la presencia de la palmera datilera en el sureste de Hispania, así como el aprovechamiento de su fruto.
Con la conquista musulmana de la península ibérica se extendió el cultivo de palmeras datileras, dando lugar al mayor palmeral de Europa, el de Elche. Por su valor económico, el palmeral de Elche fue capaz de superar el impacto de la conquista cristiana.
La planta se ha usado profusamente tanto como adorno como por su producción agrícola desde entonces, siendo común encontrarlo en jardines ornamentales o como separación de lindes en huertas y plantaciones humildes. 
A lo largo del siglo XX, principalmente con el auge del turismo en el país, este tipo de palmera empieza a utilizarse masivamente como árbol ornamental de zonas costeras, ya que el clima mediterráneo suave y carente de heladas hacían de esta región un enclave ideal para su plantación. A día de hoy prácticamente todos los municipios a orillas del mar mediterráneo y ambos archipiélagos de España poseen palmeras datileras en sus avenidas, parques y jardines, aunque existen ejemplares ornamentales en todo el país. Destaca especialmente la Provincia de Alicante, donde se encuentran dos grandes palmerales: el de Elche y el de Orihuela. 
En 1994 se detectó por primera vez en España la presencia del picudo rojo, originario de Indonesia, debido a unas palmeras que alguien importó desde Egipto a Almuñécar, Provincia de Granada. Este insecto supone una plaga difícil de controlar que ha acabado con miles de ejemplares desde Andalucía hasta Galicia.

### Carácter invasor
Debido a su potencial colonizador y constituir una amenaza grave para las especies autóctonas, los hábitats o los ecosistemas, esta especie ha sido incluida en el Catálogo Español de Especies Exóticas Invasoras, regulado por el Real Decreto 630/2013, de 2 de agosto, estando prohibida en las Islas Canarias su introducción en el medio natural, posesión, transporte, tráfico y comercio.

## Nombres comunes
- Castellano: datilera (6), dátil, dátil (fruto), palma (13), palma común (8), palma datilera (5), palma de dátiles, palma mayor (3), palma real, palmas de Ramos, palmera (14), palmera común, palmera dactilífera, palmera datilera (11), palmera datilífera (3), palmera de dátiles (4), palmeras, palmero (3), palmero común (2), parma, parmito, támara. Las cifras entre paréntesis reflejan la frecuencia del uso del vocablo en España.[20]